# Baldwin Red Devil

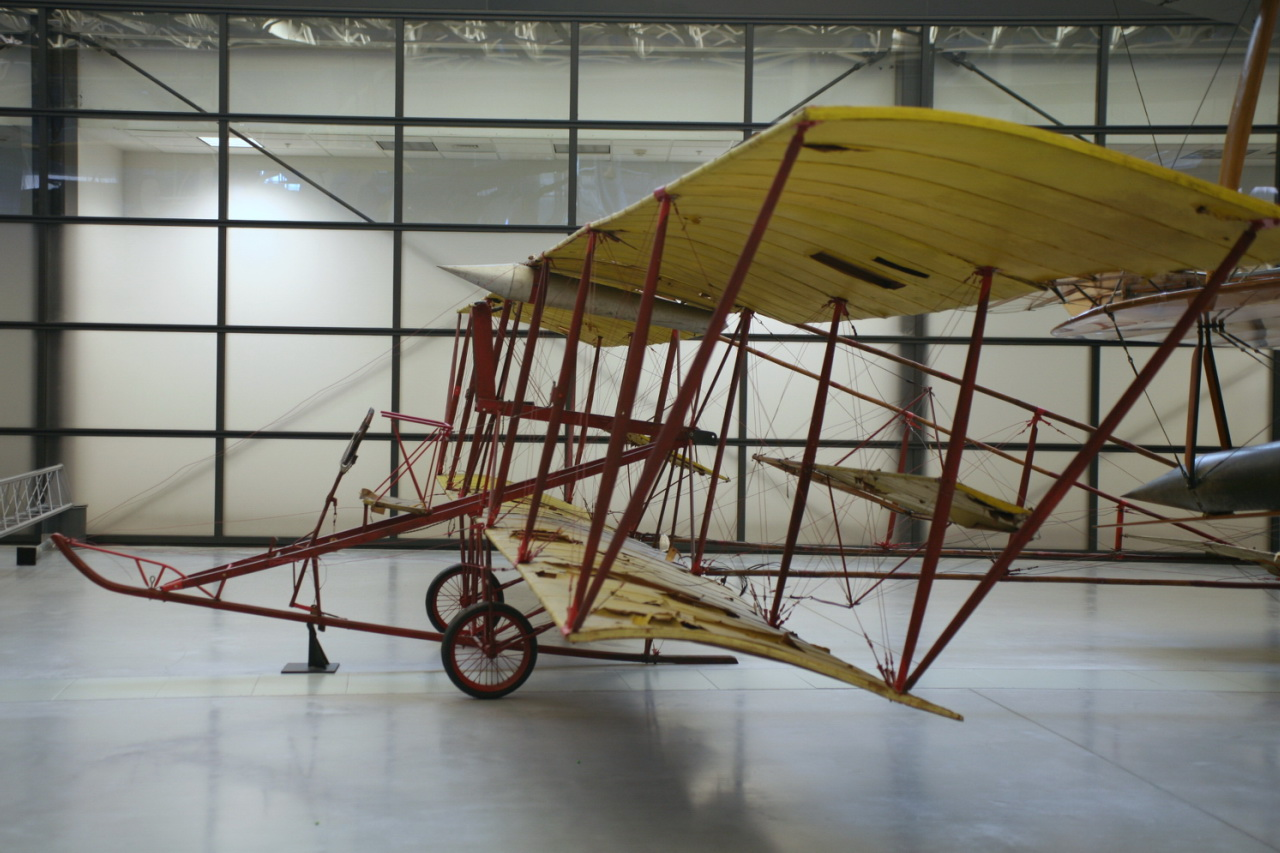
O Red Devil, em exposição
no Steven F. Udvar-Hazy Center

Red Devil, foi a designação de um avião esportivo biplano, monomotor em configuração por impulsão projetado por Thomas Scott Baldwin, um pioneiro dos dirigíveis, construído para ele pela C. & A. Witteman Company de Staten Island, estado de Nova Iorque, em 1911.

## Projeto e desenvolvimento
Como os únicos fabricantes de aviões nos Estados Unidos na época eram Curtiss e os Wright, todos os projetos independentes eram baseados em um desses dois. No caso do Red Devil, Baldwin tomou como base o Curtiss Model D. Depois de algumas tentativas mal sucedidas de fazer seu avião voar em 1910, Baldwin teve sucesso em 1911, com uma versão que ficou conhecida como Red Devil III, e os desenhos seguintes ficaram conhecidos como "Baldwin Red Devil".
Baldwin encomendou a construção do seu avião à C. & A. Witteman Company de Staten Island, estado de Nova Iorque. Apesar de similar ao Curtiss Model D, o avião de Baldwin usava uma estrutura tubular de aço no lugar de madeira. Um motor Hall-Scott V-8 de 60 hp fornecia potência suficiente para voos que chegavam a atingir 97 km/h de velocidade.
A estrutura tubular, o trem de pouso e até mesmo os pneus de cada Red Arrow eram pintados de vermelho, contrastando com as asas em amarelo.
As asas eram recobertas com tecido vulcanizado que era preso às nervuras ao invés de simplesmente esticado sobre elas. O trem de pouso também era feito de tubos de aço com suportes de madeira. Os cabos de acionamento dos controles passavam através de tubos de cobre. Ele tinha no pedal do pé esquerdo o controle de aceleração e no do pé direito o controle de corte do magneto.

## Histórico operacional

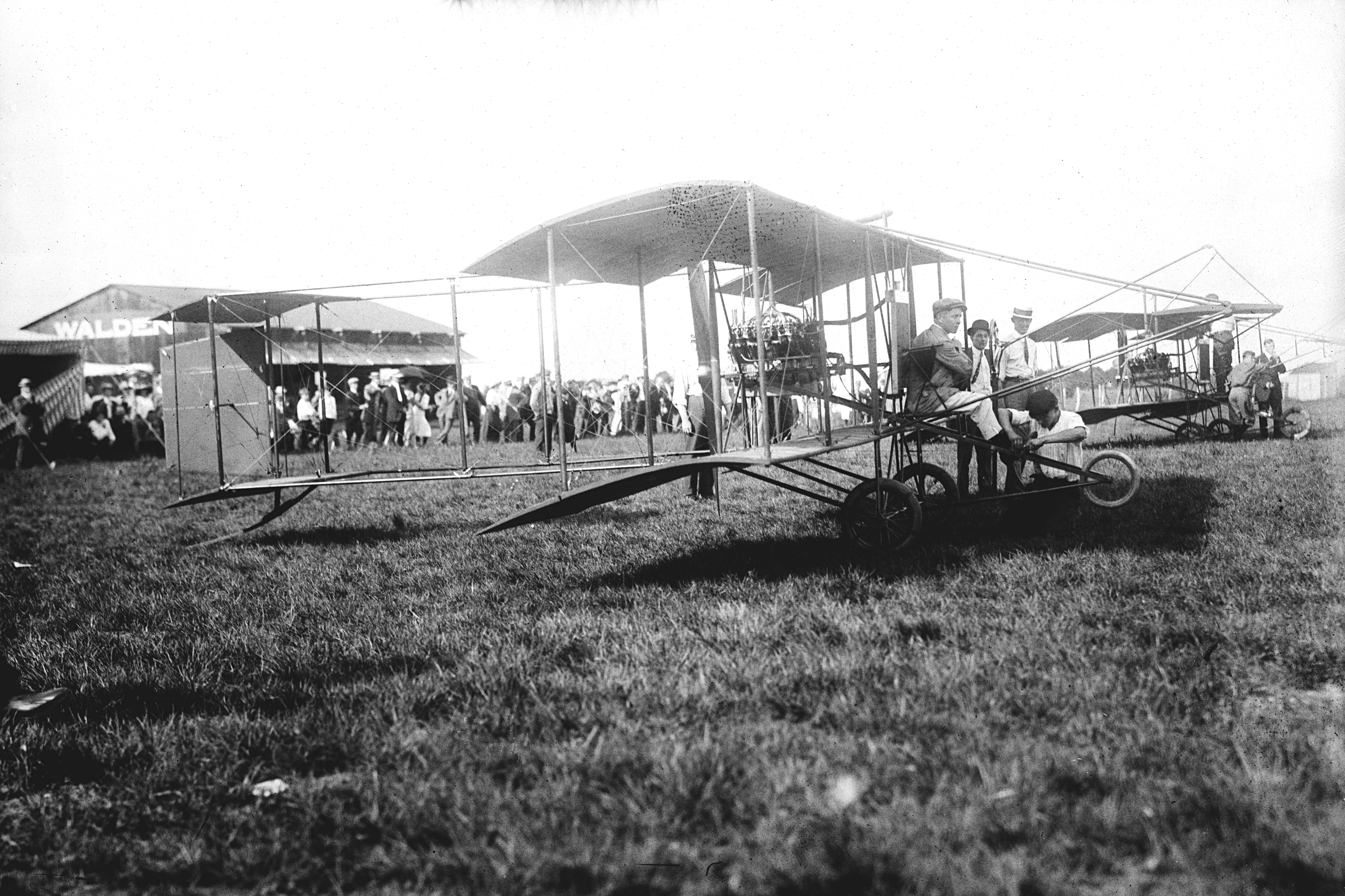
Foto do aviador William Badger
num Baldwin Red Devil
no campo de Mineaola, Long Island, em 1911.

O "Red Devil III" foi testado em voo por Baldwin sobre o Mineola Field. O primeiro voo resultou em queda e colisão com um poste telegráfico, sem grandes ferimentos ao piloto. A Baldwin School oferecia aulas de pilotagem nesse avião por $ 500 (dólares de 1911), desde que o estudante provasse que tinha seguro de vida para voar. Era responsabilidade do aluno, encontrar um corretor disposto a fornecer a apólice, porque não havia regulamentos para treinamento de pilotagem disponível naquela época.  Anteriormente, Baldwin havia percorrido o país num avião fabricado por Curtiss que ele havia projetado. Na época que ele construiu o "Red Devil", ele tinha mais matrículas do que conseguia atender, o "Red Devil" havia sido anunciado em várias cidades próximas, com isso, pilotos e aviões substitutos voavam com uma grande plateia de espectadores. Numa exibição em St. Louis ele voou o "Red Devil" sob as pontes Eads e McKinley Bridge.
Em 12 de outubro de 1913, Tony Jannus levou a atriz Julia Bruns num voo em um Red Devil numa competição patrocinada pelo New York Times.

## Sobreviventes
Um Red Devil está em exibição no Udvar-Hazy Center (UHC) do National Air and Space Museum administrado pela Smithsonian Institution. Esse exemplar tem uma configuração diferente, sem o profundor frontal. Ele foi adquirido em 1950 de um expositor do Roosevelt Field, em Mineola, Long Island, por Paul E. Garber juntamente com um Bleriot XI, e um Nieuport 10 por $ 2.500.

## Especificação

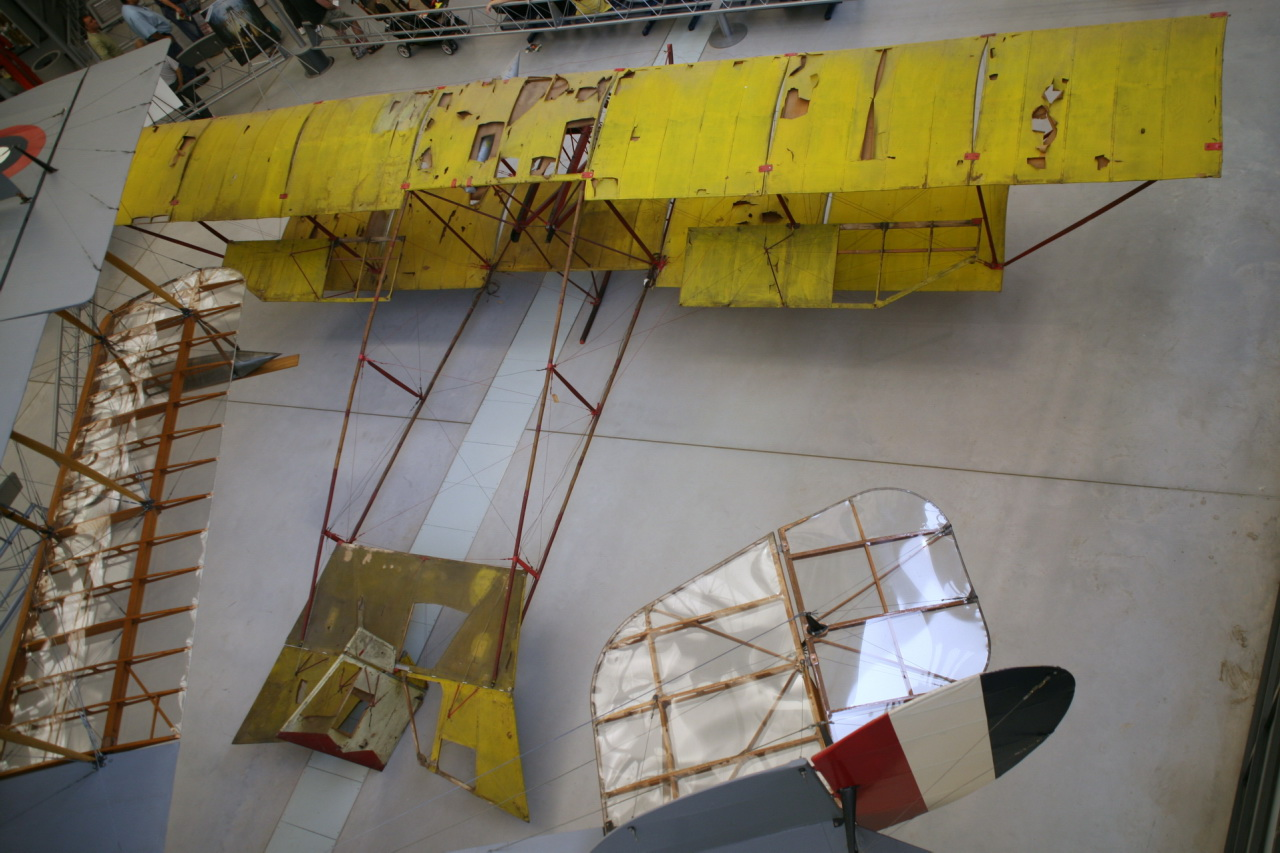
Vista superior de um Red Devil original
(antes de ser restaurado)

Estas são as características do Red Devil (dados da Smithsonian)
- Características gerais:
  - Tripulação: um / dois
  - Comprimento: 9,1 m
  - Envergadura: 13 m
  - Altura: 2,4 m
  - Área da asa: 14,5 m² / 14,1 m²
  - Peso vazio: 3400 kg
  - Motor: 1 x Hall-Scott V-8, de 60 hp.
  - Hélice: 1 x Gibson de 2,1 m de diâmetro

- Performance:
  - Velocidade máxima: 97 km/h